# Gaspard Dubruel
Pour les articles homonymes, voir Dubruel.
Blaise-Gaspard Dubruel, né le 21 janvier 1805 à Prayssac et mort le 19 mai 1885 au château de Septfonds à Trélissac, est un homme politique et diplomate français.

## Biographie
Petit-fils de Blaise Dubruel et fils de Gaspard Dubruel et Louise Cossane, il exerce, avant la Révolution française de 1848, les fonctions d'agent de change à Villeneuve-d'Agen.
À la révolution de février 1848, le gouvernement provisoire le nomme commissaire de la République en Lot-et-Garonne. 
Le 13 avril 1848, il est élu représentant du Lot-et-Garonne à l'Assemblée constituante. Après la séparation de la Constituante, il rentre dans la vie privée. Membre de la Société des Représentants Républicains et de la loge maçonnique Villeneuvoise Les Fils d'Adam, conseiller municipal, il est l'un des meneurs de l'insurrection républicaine de Villeneuve contre le Coup d'état du 2 décembre 1851. Condamné à l'internement sous surveillance, il s'expatrie en Espagne où il reste pendant tout le Second Empire.
Le Gouvernement de Défense Nationale, présidé par son ami Léon Gambetta, le nomme Consul Général de France à Genève le 1er novembre 1870. Remplacé le 24 mai 1873 en raison de ses opinions républicaines, il est rayé des cadres. Avec le retour des républicains au pouvoir, il est nommé Consul Général Honoraire le 30 avril 1880, mis en disponibilité le 8 mai suivant et fait chevalier de la Légion d'Honneur le 12 juillet.   
Après le décès de sa femme, Madeleine Dubois, il a épousé Eudoxie Allix, directrice de cours de musique, sœur du docteur Émile Allix et du communard Jules Allix, le 26 mars 1874.